# Sacha Hughes
Sacha Hughes (* 8. November 1990 in Auckland als Sacha Jones) ist eine ehemalige neuseeländisch-australische Tennisspielerin.

## Karriere
Mit einer Wildcard ging sie 2012 bei den Australian Open im Doppel an den Start und erreichte die zweite Runde. 2013 schied sie dort im Einzel bereits in der ersten Runde aus. Zwischen 2007 und 2010 bestritt sie, mit ausgeglichener Bilanz, 16 Partien für die neuseeländische Fed-Cup-Mannschaft.
Nach dem Gewinn der neuseeländischen Meisterschaften Ende Dezember 2013 gab Sacha Jones ihren Rücktritt bekannt; sie begründete ihren Schritt mit anhaltenden Verletzungen. Für den Sieg bei der neuseeländischen Meisterschaft erhielt sie eine Wildcard für die Qualifikationsrunde beim ASB Classic 2014 in Auckland; ihre Viertelfinalpartie im Doppel dort war dann ihr vorerst letzter Auftritt als Profispielerin.
2015 ging sie beim ASB Classic in der Qualifikation nochmals an den Start; sie verlor aber bereits ihre Auftaktpartie gegen An-Sophie Mestach deutlich mit 3:6, 0:6.

## Turniersiege

### Einzel
| Nr. | Datum              | Turnier       | Kategorie   | Belag     | Finalgegnerin    | Ergebnis      |
| --- | ------------------ | ------------- | ----------- | --------- | ---------------- | ------------- |
| 1.  | Juni 2009          | Brownsville   | ITF $10.000 | Hartplatz | Ester Goldfeld   | 6:3, 2:6, 6:0 |
| 2.  | September 2009     | Darwin        | ITF $25.000 | Hartplatz | Bojana Bobusic   | 6:4, 6:1      |
| 3.  | Oktober 2009       | Mount Gambier | ITF $25.000 | Hartplatz | Alicia Molik     | 4:6, 6:4, 6:3 |
| 4.  | Oktober 2009       | Port Pirie    | ITF $25.000 | Hartplatz | Alicia Molik     | 3:6, 6:1, 7:5 |
| 5.  | November 2009      | Rock Hill     | ITF $25.000 | Hartplatz | Ani Mijačika     | 6:0, 6:4      |
| 6.  | September 2010     | Alice Springs | ITF $25.000 | Hartplatz | Ana Clara Duarte | 5:7, 6:3, 6:3 |
| 7.  | November 2010      | Esperance     | ITF $25.000 | Hartplatz | Çağla Büyükakçay | 6:2, 6:3      |
| 8.  | Juni 2012          | Kristinehamn  | ITF $25.000 | Sand      | Magda Linette    | 6:4, 6:4      |
| 9.  | 31. August 2012    | Cairns        | ITF $25.000 | Hartplatz | Zhang Ling       | 6:0, 6:2      |
| 10. | 20. September 2012 | Port Pirie    | ITF $25.000 | Hartplatz | Olivia Rogowska  | 6:2, 7:5      |

### Doppel
| Nr. | Datum              | Turnier     | Kategorie   | Belag     | Partnerin       | Finalgegnerinnen                  | Ergebnis |
| --- | ------------------ | ----------- | ----------- | --------- | --------------- | --------------------------------- | -------- |
| 1   | 20. Juni 2009      | Brownsville | ITF $10.000 | Hartplatz | Ashley Weinhold | Ester Goldfeld Macall Harkins     | 6:3, 6:3 |
| 2   | 22. September 2012 | Port Pirie  | ITF $25.000 | Hartplatz | Sally Peers     | Stephanie Bengson Chanel Simmonds | 6:4, 6:2 |